# Mayflower (ångfartyg)

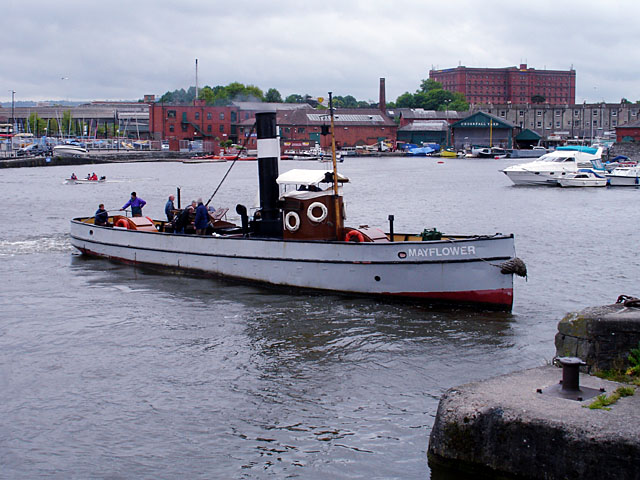
Mayflower

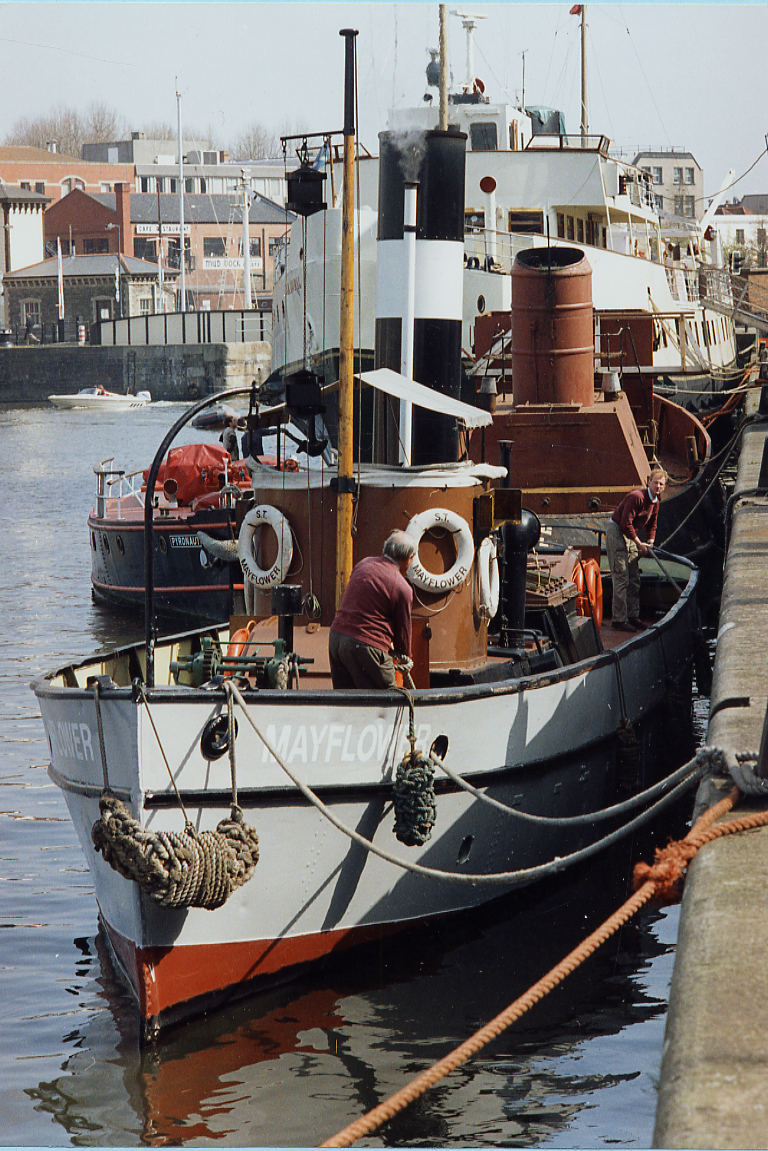

Mayflower är en ångdriven bogserbåt från 1861 i Bristol i Storbritannien.
Mayflower byggdes i stål av G.K. Stothert & Marten i Bristol 1861 för att bogsera små segelbåtar och timmerflottar på Gloucester and Sharpness Canal och på floden Severn. Hon är på 32 bruttoregisterton, 19,81 meter lång, 3,64 meter bred och med ett djupgående på 2,13 meter.
Mayflower bogserade flytetyg mellan hamnarna i Sharpness och Gloucester. Hon var i slutet av 1880-talet den mest sjövärdiga bogserbåten i området och byggdes då om för uppdrag i Bristolkanalen. Den ursprungliga encylindriga ångmaskinen byttes 1899 ut mot en vertikal kompoundångmaskin, kompletterad med ny ångpanna, skorsten och propeller.
År 1948 tog British Waterways Board över kanalen och moderiserade bogserbåtsflottan. Eftersom Mayflower var gammal, kom hon inte att kostas på vid moderniseringen till dieseldrift, utan användes för ströuppdrag. År 1967 såldes hon på auktion för skrotning. Tre privatpersoner köpte henne för att bevara båten, men hade inte råd att rusta upp.  År 1981 övertogs hon av  Bristol Museums & Art Gallery, som restaurerade henne med hjälp av frivilliga 1981-87.
Mayflower ägs och drivs av Bristol Museums Galleries & Archives och har Bristol som hemmahamn.